# Destrucción de Varsovia
La destrucción de Varsovia fue la destrucción planificada y sistemática de la ciudad por parte de la Alemania Nazi ocurrido tras el Alzamiento de Varsovia de 1944.
El fallido alzamiento contra las autoridades nazis de la ciudad enfureció enormemente a las altas cúpulas alemanas, las cuales decidieron hacer de la capital polaca un ejemplo, el cual ya venían planificando desde hacía mucho tiempo, ideando su reconstrucción como un eje importante de su programa de Germanización de las zonas ocupadas en la Europa centro-oriental

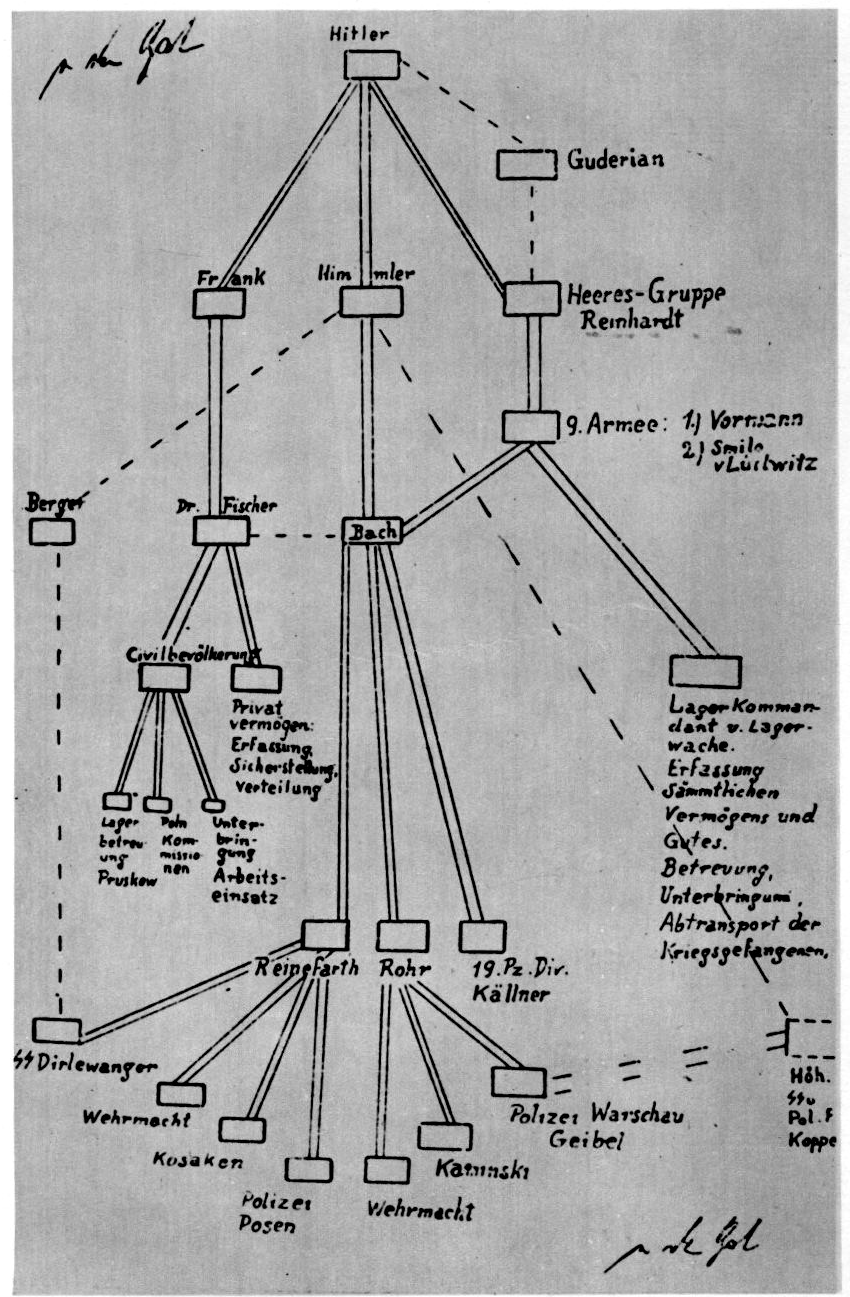
Jerarquía de orden de las fuerzas armadas alemanas que se dan cuenta la destrucción de Varsovia (dibujado por Erich von dem Bach-Zelewski durante los Juicios de Núremberg de 1945-1946)

Incluso antes del levantamiento los nazis sabían que en unos pocos meses Varsovia caería en manos de los Aliados. A pesar de eso, dedicaron un esfuerzo sin precedentes para destruir la ciudad. Su decisión desvío recursos considerables que podrían haberse utilizado en el Frente Oriental y en el recientemente inaugurado Frente Occidental iniciado con los acontecimientos tras la Batalla de Normandía. Las autoridades alemanas destruyeron aproximadamente el 90% de los edificios de la ciudad y demolieron, quemaron o robaron deliberadamente una parte inmensa de su patrimonio cultural y también fue parte Pérdidas materiales polacas durante la Segunda Guerra Mundial.

| Categoría                       | Destruido |
| ------------------------------- | --------- |
| Calzadas y puentes ferroviarios | 100%      |
| Teatros y cines                 | 95%       |
| Industria                       | 90%       |
| Instalaciones médicas           | 90%       |
| Monumentos históricos           | 94%       |
| Infraestructura de Tranvía      | 85%       |
| Material rodante del Tranvía    | 75%       |
| Hogares                         | 72%       |
| Recintos educativos             | 70%       |
| Parques y jardines              | 60%       |
| Instalaciones eléctricas        | 50%       |
| Tuberías de gas                 | 46%       |
| Suministro de agua potable      | 30%       |
| Vías férreas                    | 30%       |

Actualmente, más de la mitad de las antigüedades y objetos de museos de herencia polaca robados por los alemanes en 1944 no han sido devueltos a Polonia. Después de la guerra, se realizó un trabajo extenso para reconstruir la ciudad de acuerdo con los planes y documentos históricos anteriores a la guerra. Como en la mayoría de Polonia, la ciudad fue reconstruida sin mano de obra alemana, a diferencia de Stalingrado y otras ciudades del eje soviético, donde el trabajo forzado alemán fue utilizado durante y después de la guerra como parte de las Reparaciones de guerra.

## Nueva ciudad alemana de Varsovia

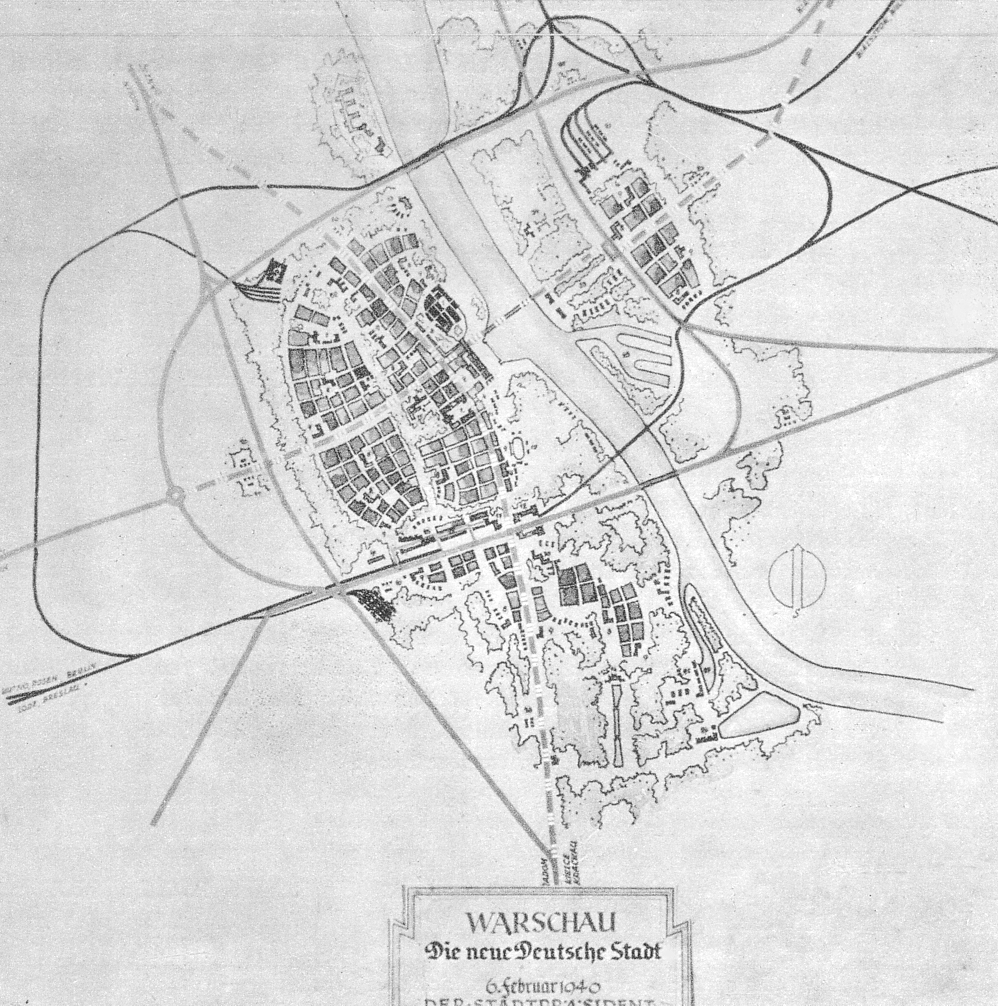
Plan para la Nueva ciudad alemana de Varsovia.

El 20 de junio de 1939, mientras Adolf Hitler visitaba una oficina de arquitectura en Wurzburgo, ideó el proyecto de un futura ciudad, plan que denominaría "Neue deutsche Stadt Warschau" o Nueva ciudad Alemana de Varsovia. Según el Plan Pabst, Varsovia se convertiría en una ciudad alemana provincial de unos 130 000 habitantes. Los planificadores del Tercer Reich redactaron dibujos precisos que delineaban un núcleo histórico "germánico" donde se localizarían algunos puntos de referencia icónicos de la nueva ciudad, como el Castillo Real de Varsovia, que serviría como residencia estatal de Hitler. El Plan, que estaba compuesto por 15 dibujos y un modelo arquitectónico en miniatura, recibió el nombre del arquitecto del ejército alemán Friedrich Pabst, quien refinó el concepto de destruir la moral y la cultura de una nación destruyendo sus manifestaciones físicas y arquitectónicas. Hubert Gross ideó el diseño de la nueva ciudad alemana real sobre el sitio de Varsovia. Las secuelas del fracaso del Levantamiento de Varsovia presentaron una oportunidad para que Hitler pusiera en marcha su plan.

## Secuelas del Levantamiento de Varsovia

### Expulsión de civiles

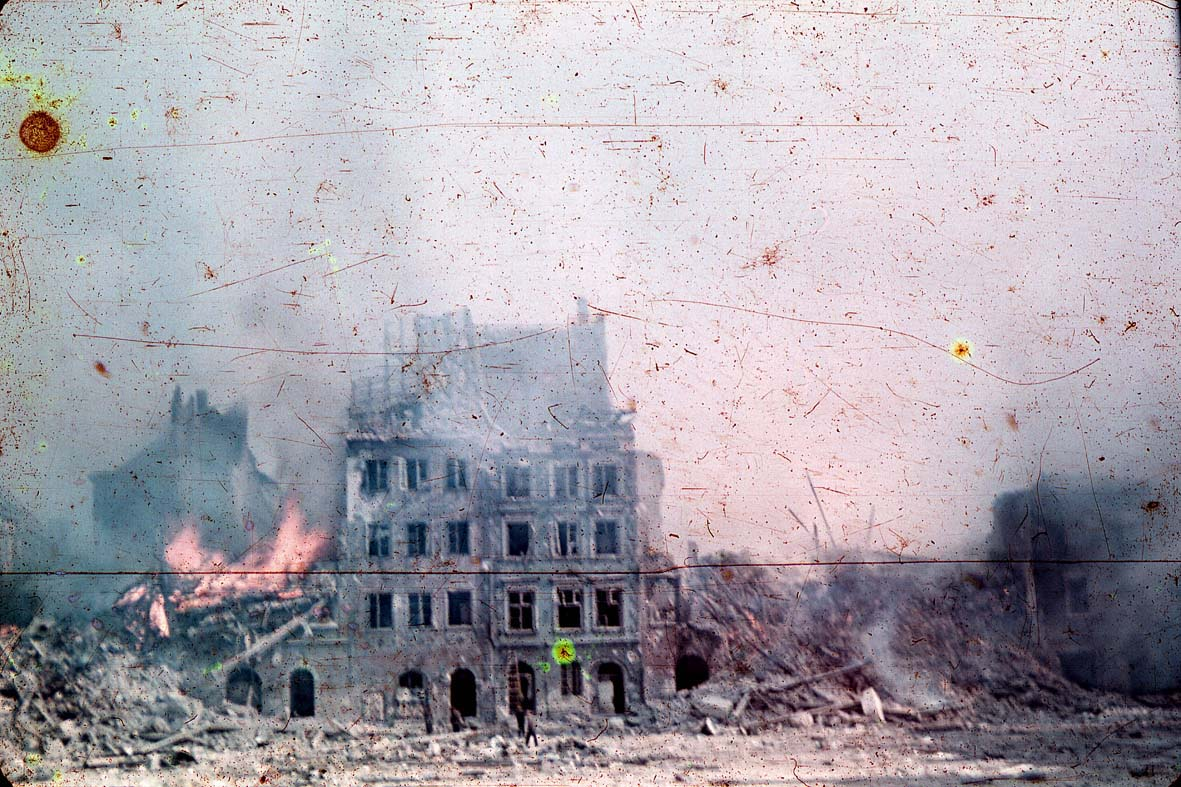
Levantamiento de Varsovia, agosto de 1944

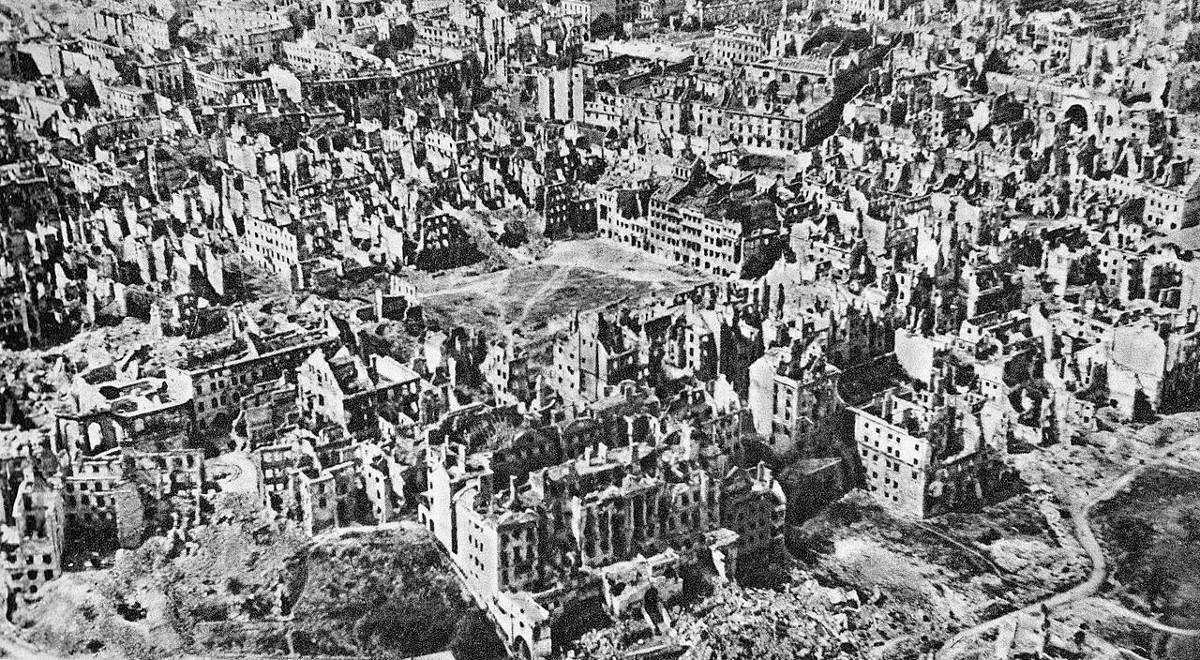
Centro histórico de Varsovia,en enero de 1945. Los soldados alemanes destruyeron el 85 % de Varsovia.

El Levantamiento de Varsovia fue lanzado por el Primer Ejército Polaco el 1 de agosto de 1944, como parte de la Operación Tempestad. En respuesta, bajo las órdenes de Heinrich Himmler, Varsovia fue mantenida bajo un incesante bombardeo por la artillería nazi y el poder aéreo durante sesenta y tres días y noches con Erich von dem Bach-Zelewski.
En 1944, se construyó un gran campo de tránsito ("Durchgangslager") en los Talleres de reparación de trenes de Pruszków (Zakłady Naprawcze Taboru Kolejowego) para albergar a los evacuados expulsados de Varsovia. En el curso del Levantamiento de Varsovia y su represión, los alemanes deportaron a aproximadamente 550 000 de los residentes de la ciudad y aproximadamente 100 000 civiles de sus afueras, enviándolos a Durchgangslager 121 (Dulag 121). La policía de seguridad y las SS segregaron a los deportados y decidieron su destino. Aproximadamente 650 000 personas pasaron por el campo de Pruszków en agosto, septiembre y octubre. Aproximadamente 55 000 fueron enviados a campos de concentración, incluidos 13 000 a Auschwitz. 
Incluían personas de una variedad de clases sociales, ocupaciones, condiciones físicas y edades. Los evacuados iban desde bebés de solo unas pocas semanas hasta personas extremadamente ancianas. En algunos casos, también eran personas de diferentes orígenes étnicos, incluidos judíos que vivían con "documentos arios". Incluían personas de una variedad de clases sociales, ocupaciones, condiciones físicas y edades. 

### Saqueo y destrucción de edificios

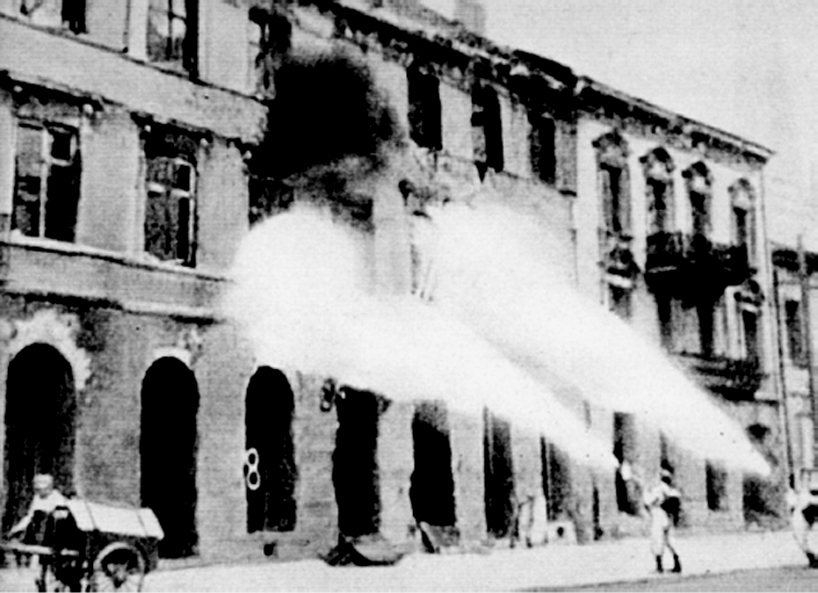
Soldados Alemánes Verbrennungskommando (Destacamento en llamas) Destruyendo Varsovia. Tomada en la calle Leszno. Desde la izquierda: edificio n.º 24, 22 y parte del 20.

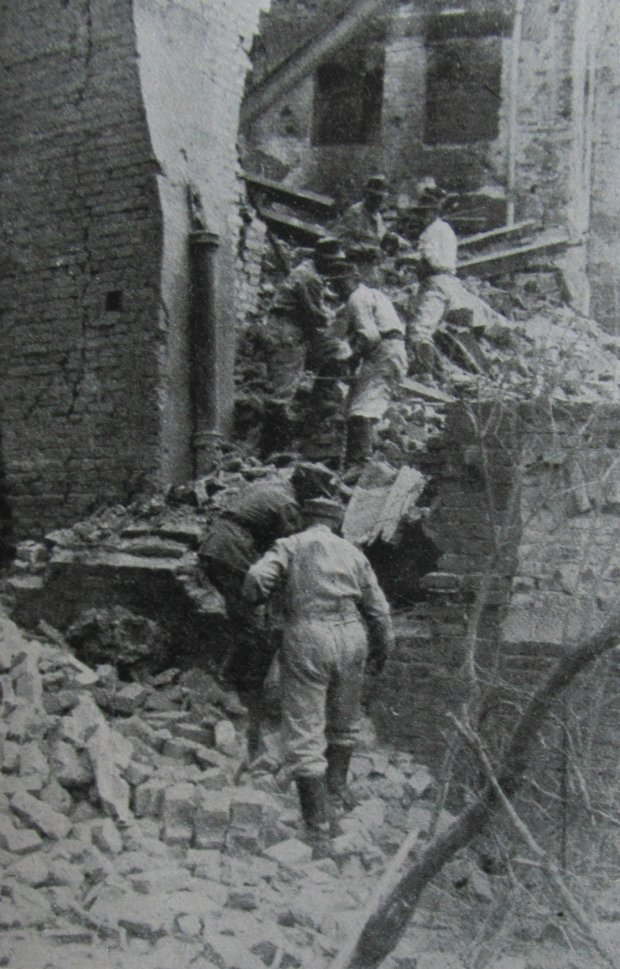
Sprengkommando se está prepara para destruir el Castillo Real de Varsovia, 8 de septiembre de 1944

Después de que la población restante fue expulsada, los alemanes comenzaron la destrucción de los restos de la ciudad.
En enero de 1945, entre el 85% y el 90% de los edificios habían sido completamente destruidos; esto incluye hasta un 10% como resultado de la campaña de septiembre de 1939 y después del combate, hasta un 15% durante el Levantamiento del gueto de Varsovia anterior, 25% durante el Levantamiento, y el 40% debido a la demolición sistemática de la ciudad en Alemania después del levantamiento. 

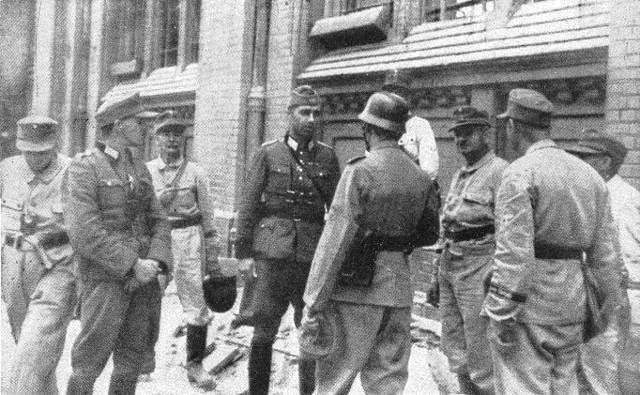
Unidad de demolición alemana ("Sprengkommando") dirigida por el mayor Sarnow.

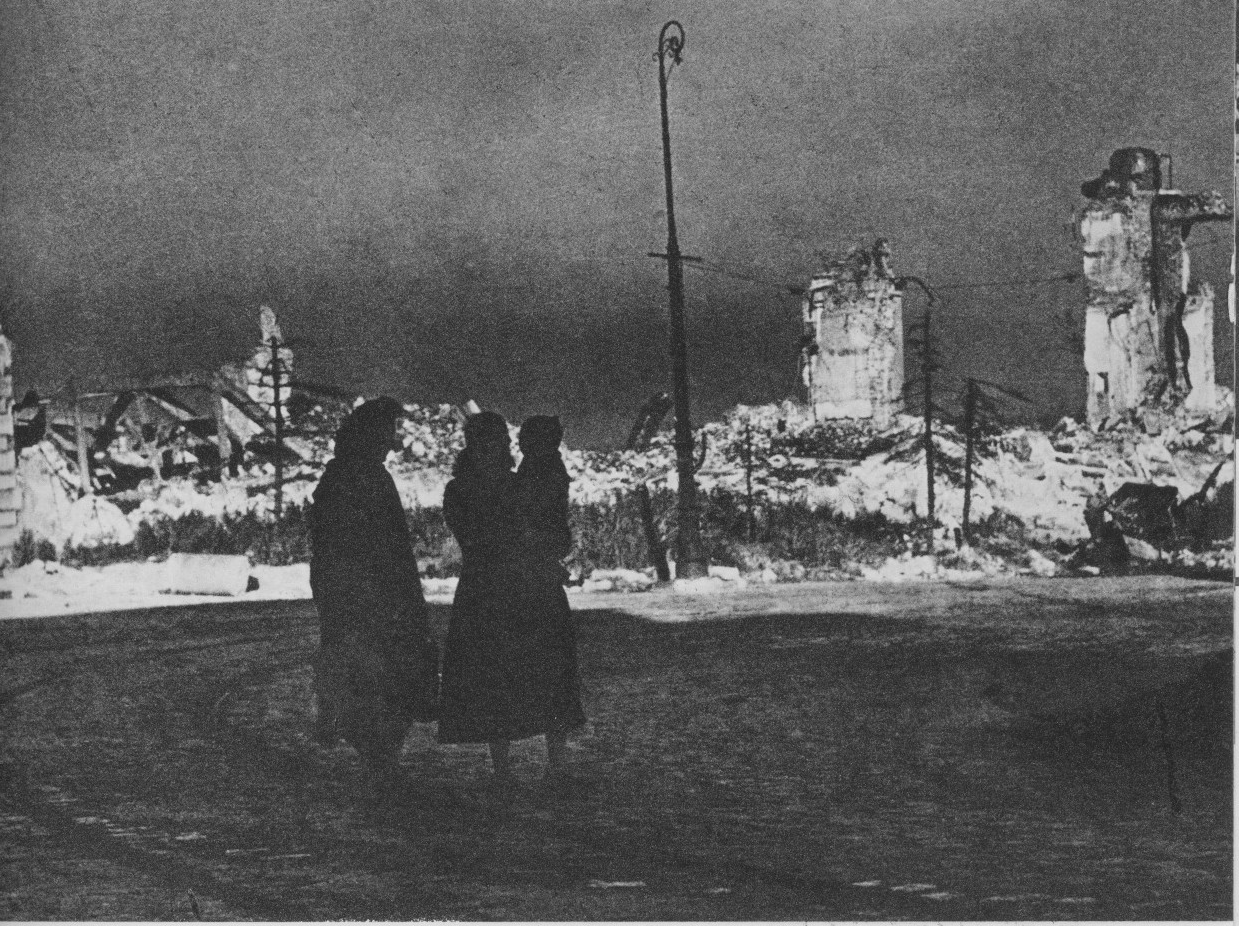
Plaza del Castillo Real destruida, Varsovia, 1945

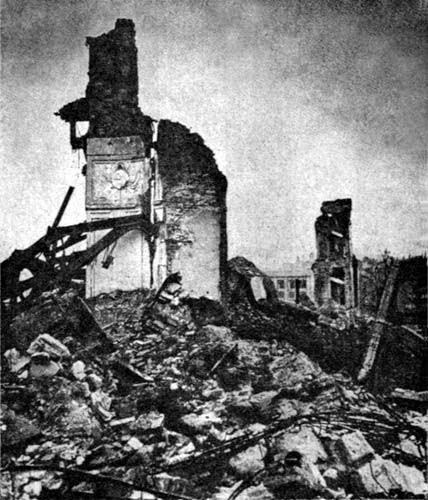
El Castillo Real de Varsovia en ruinas en 1945.

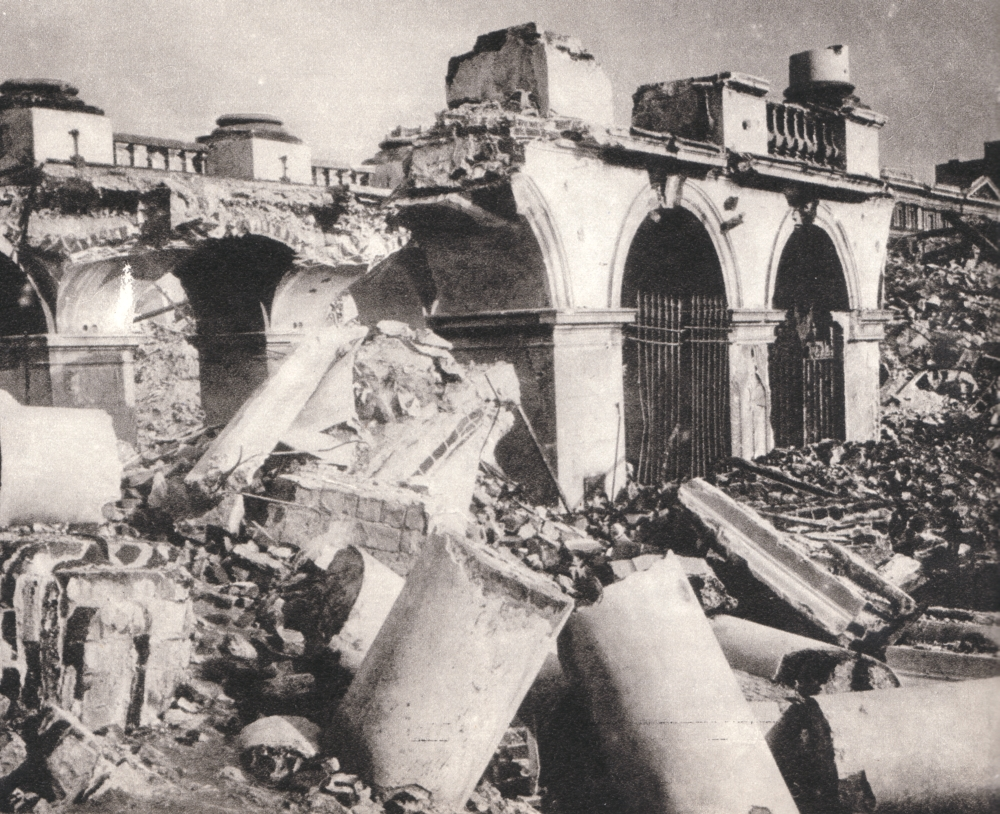
Ruinas del Palacio Sajón y de la Tumba del Soldado Desconocido, 1945.

Las pérdidas materiales se estimaron en 10 455 edificios, 923 edificios históricos (94%), 25 iglesias, 14 bibliotecas, incluida la Biblioteca Nacional, 81 escuelas primarias, 64 escuelas secundarias, la Universidad de Varsovia, la Universidad Tecnológica de Varsovia y la mayoría de los monumentos históricos de la ciudad. Casi un millón de habitantes perdieron todas sus posesiones. Las pérdidas exactas de propiedad privada y pública, incluidas piezas de arte, otros artefactos culturales y artefactos científicos, se desconoce, pero debe considerarse sustancial ya que Varsovia y sus habitantes eran los polacos más ricos y ricos de la Polonia de antes de la guerra. En 2004, el Alcalde de Varsovia, Lech Kaczyński (más tarde Presidente de Polonia), estableció una comisión histórica para estimar las pérdidas a la propiedad pública solamente que fueron infligidas a la ciudad por las autoridades alemanas. La comisión estimó las pérdidas en al menos $ 31.5 mil millones. Esas estimaciones se elevaron posteriormente a $ 45 mil millones y en 2005, a $ 54.6 mil millones (todos equivalentes a 2004 dólares). Las estimaciones oficiales no incluyen inmensas pérdidas de propiedad privada, que son de valor desconocido ya que casi todos los documentos anteriores a la guerra (como seguros valores de colecciones privadas) también han sido destruidos, pero se consideran entre el doble y el triple de las estimaciones oficiales (que se basan únicamente en pérdidas documentadas mientras que, por ejemplo, la lista de la Biblioteca Nacional de bienes perdidos antes de la guerra se estima en el 1% de su colección ya que los alemanes también destruyeron todos los archivos).

### Quema de Librerías

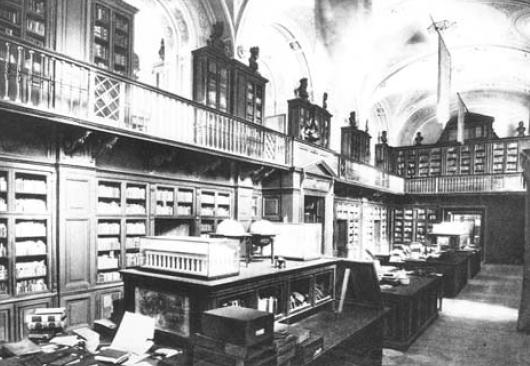
Interior de la biblioteca de la finca Zamoyski en un edificio de la calle Żabia.

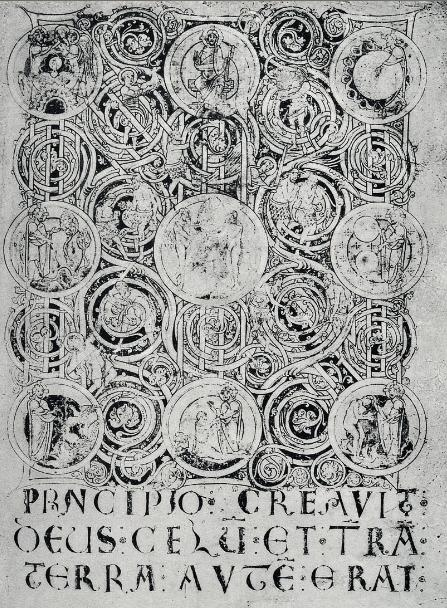
La Escuela de Mosa del, uno de los libros quemados por los alemanes en octubre de 1944.

Durante la represión alemana del Levantamiento de Varsovia de 1944, alrededor del 70 al 80% de las bibliotecas fueron cuidadosamente quemadas por los Verbrennungskommandos (destacamentos en llamas), cuya misión era quemar Varsovia. En octubre de 1944, la Biblioteca Załuski, la biblioteca pública más antigua de Polonia y una de las bibliotecas más antiguas e importantes de Europa (establecida en 1747), fue incendiada. De unos 400 000 artículos impresos, mapas y manuscritos s, solo sobrevivieron unos 1800 manuscritos y 30 000 materiales impresos. 
En la última fase del Levantamiento de Varsovia y después de su colapso, en septiembre y octubre de 1944, las tres principales bibliotecas privadas de Varsovia (Biblioteca Krasiński, Biblioteca Przeździecki y Biblioteca Zamoyski), incluidas colecciones de incalculable valor para Cultura Polaca, dejó de existir. Esas bibliotecas ya habían sufrido en septiembre de 1939, cuando fueron bombardeadas e incendiadas.
Una importante colección de libros pertenecientes a la Biblioteca de la propiedad de Krasiński, creada en 1844, fue destruida en gran parte en 1944. La colección originalmente constaba de 250 000 artículos. Durante el Levantamiento, el 5 de septiembre de 1944, los almacenes de la biblioteca fueron bombardeados por artillería alemana y quemados casi por completo. Algunos de los libros fueron conservada, arrojada a través de las ventanas por el personal de la biblioteca. La colección sobreviviente fue luego deliberadamente quemada por los alemanes en octubre de 1944 después del colapso del Levantamiento. Aproximadamente 26 000 manuscrito, 2500 incunable, 80 000 libros impresos temprano, 100 000 dibujos y Se perdieron impresión s, 50 000 notas y manuscritos teatrales, así como una gran colección de mapas y atlas. La biblioteca de Przeździecki Estate en 6 Foksal Street incluida 60 000 volúmenes y 500 manuscritos, un rico archivo que contiene 800 pergaminos y documentos en papel, así como una colección cartográfica que consta de 350 mapas, atlas y planos. Además de 10 000 grabados y dibujos, hubo una extensa galería de arte ( Retrato de Casimir Jagiellon  del siglo XV,  Retrato de Juan III Sobieski  del Palacio de Schleissheim, el  Altar de la casa de Sophia Jagiellon , 1456), valiosa colección de miniaturas y arte decorativo: textiles, porcelana, loza, vidrio, objetos de oro, militares, etc. Se incendió el 25 de septiembre de 1939 como resultado de un severo bombardeo aéreo por parte de los alemanes (bombardeo incendiario). Los elementos sobrevivientes resguardados en el vecino casa de vecindad en la calle Szczygla se quemaron en octubre de 1944. La última de las bibliotecas antes mencionadas, la Biblioteca del Estado Zamoyski, adquirió colecciones de 70 000 obras (97 000 volúmenes), más de 2000 manuscritos, 624 diplomas en pergamino, varios miles de manuscritos, una colección de grabados, monedas y 315 mapas y atlas. Las colecciones de la biblioteca también reunieron numerosas colecciones de arte: una rica colección de militaria, miniaturas, porcelana, loza y vidrio, colecciones naturales, herramientas de investigación, etc. En 1939, unos 50 000 artículos (alrededor del 30%) fueron destruidos en un bombardeo. El 8 de septiembre de 1944, los alemanes prendieron fuego tanto al Palacio Zamoyski (Palacio Azul) como al edificio de la biblioteca.
La Biblioteca Militar Central, que contiene 350 000 libros sobre la historia de Polonia, fue destruida, incluida la Biblioteca del Museo Polaco en Rapperswil (Museo Polaco, Rapperswil) depositado allí para su custodia. La colección de la Biblioteca Rapperswil fue transportada a Polonia en 1927. La biblioteca y el museo se fundaron en Rapperswil, Suiza, en 1870 como "un refugio para Recuerdos históricos [de Polonia] deshonrados y saqueados en la patria [polaca ocupada] "y para la promoción de los intereses polacos. La mayor parte de las colecciones de la biblioteca, originalmente 20 000 grabados, 92 000 libros y 27 000 manuscritos, fueron deliberadamente destruidos por los alemanes en 1944.
A diferencia de las anteriores Quema de libros en la Alemania nazi en las que se apuntaba deliberadamente a libros específicos, la quema de esas bibliotecas fue parte de la quema generalizada de una gran parte de la ciudad de Varsovia. Esto resultó en la desaparición de muchos libros y pergaminos antiguos valiosos entre unos dieciséis millones volúmenes de la Biblioteca Nacional, museos y palacios quemados indiscriminadamente por alemanes en Polonia durante la Segunda Guerra Mundial.

### Galería

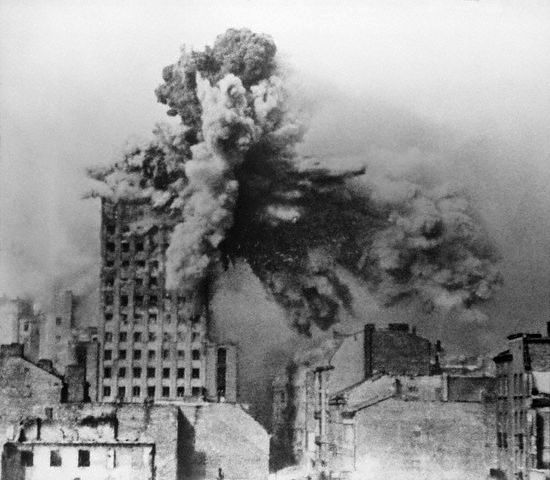
Edificio prudencial de Varsovia, siendo impactado por 2 toneladas de explosivos
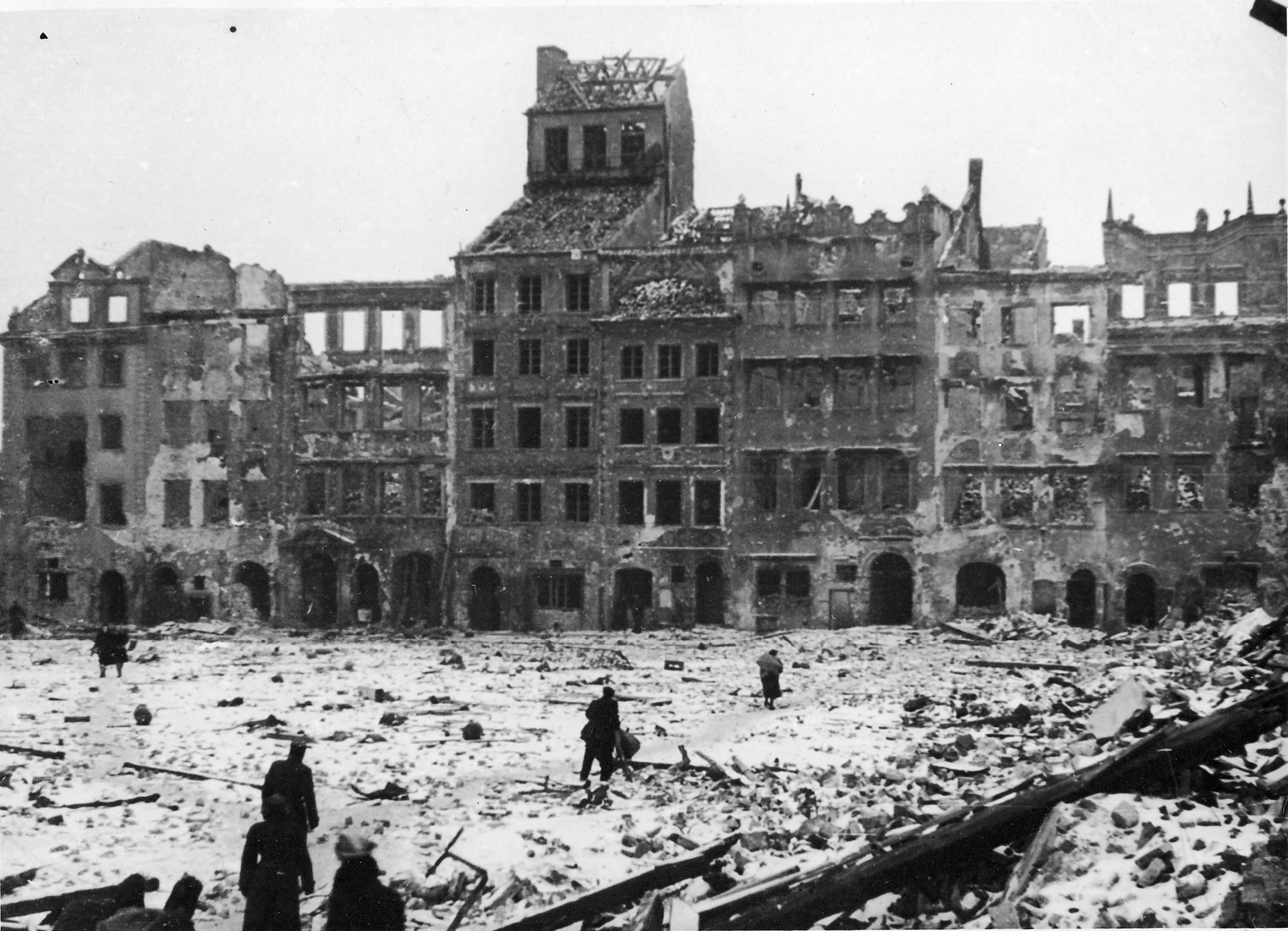
Mercado del Centro histórico de Varsovia en 1945
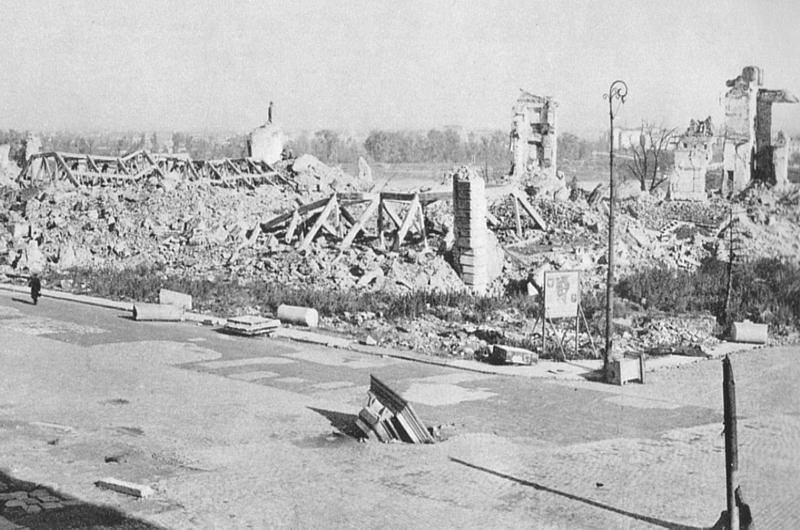
Castillo Real de Varsovia reducido a escombros.
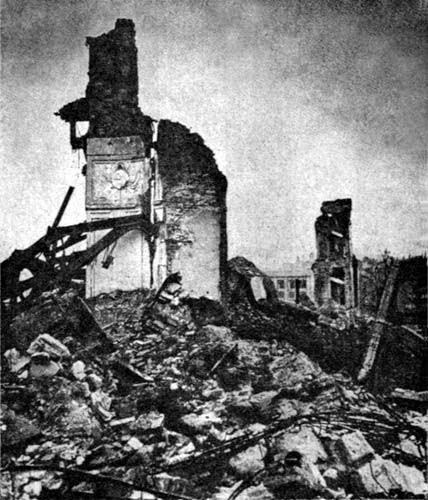
El Castillo Real de Varsovia en 1945.
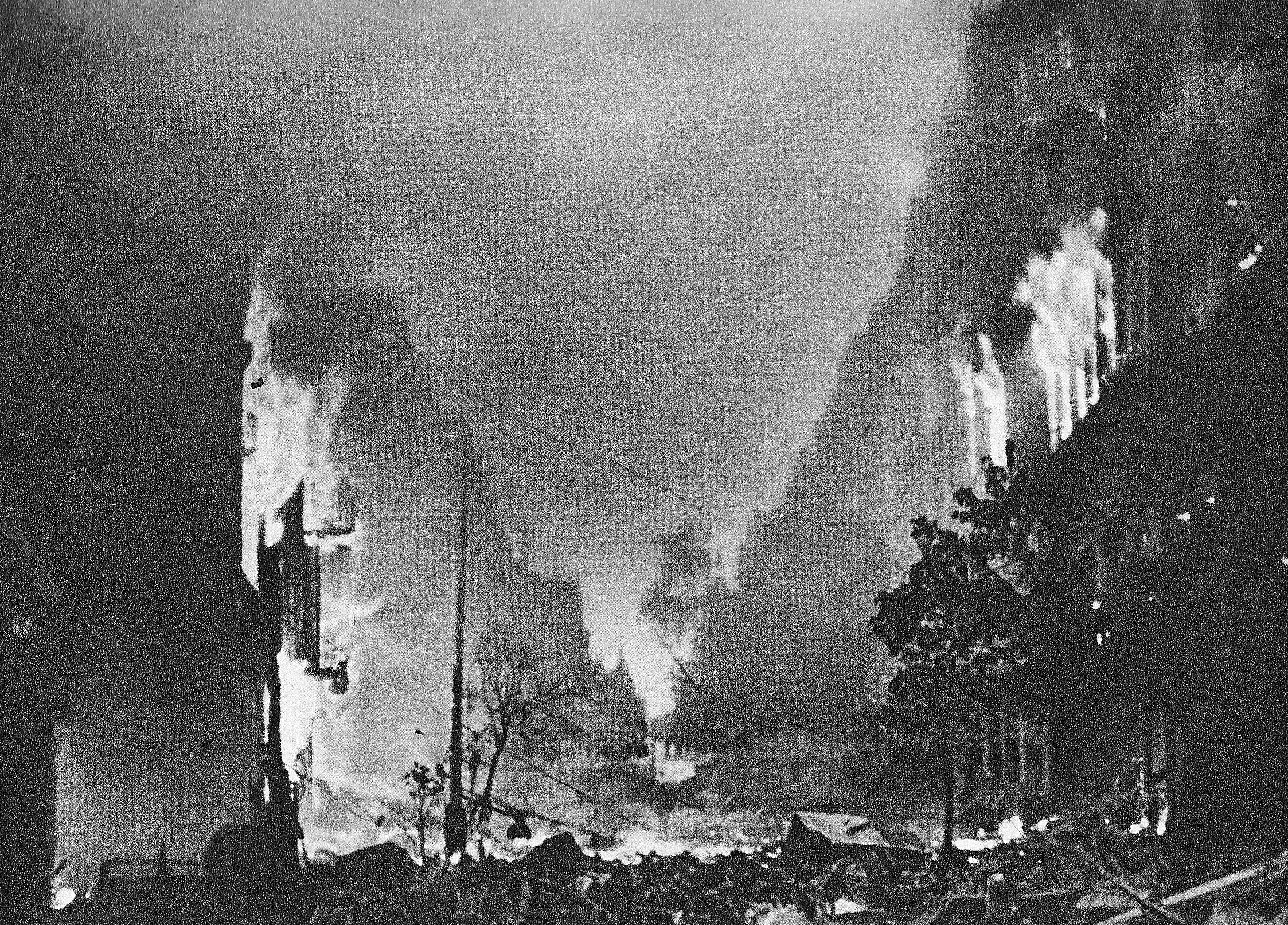
Calle Marszałkowska en llamas
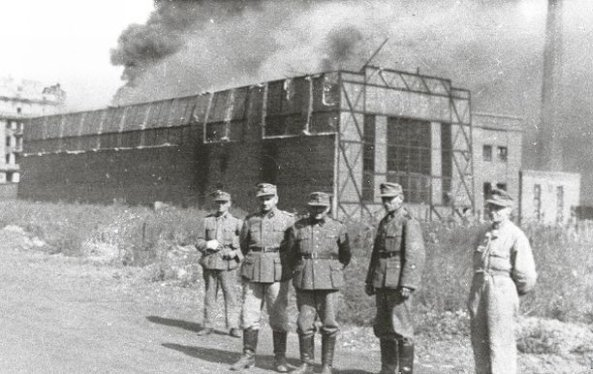
Soldados alemanes frente a una fábrica de Ursus en llamas
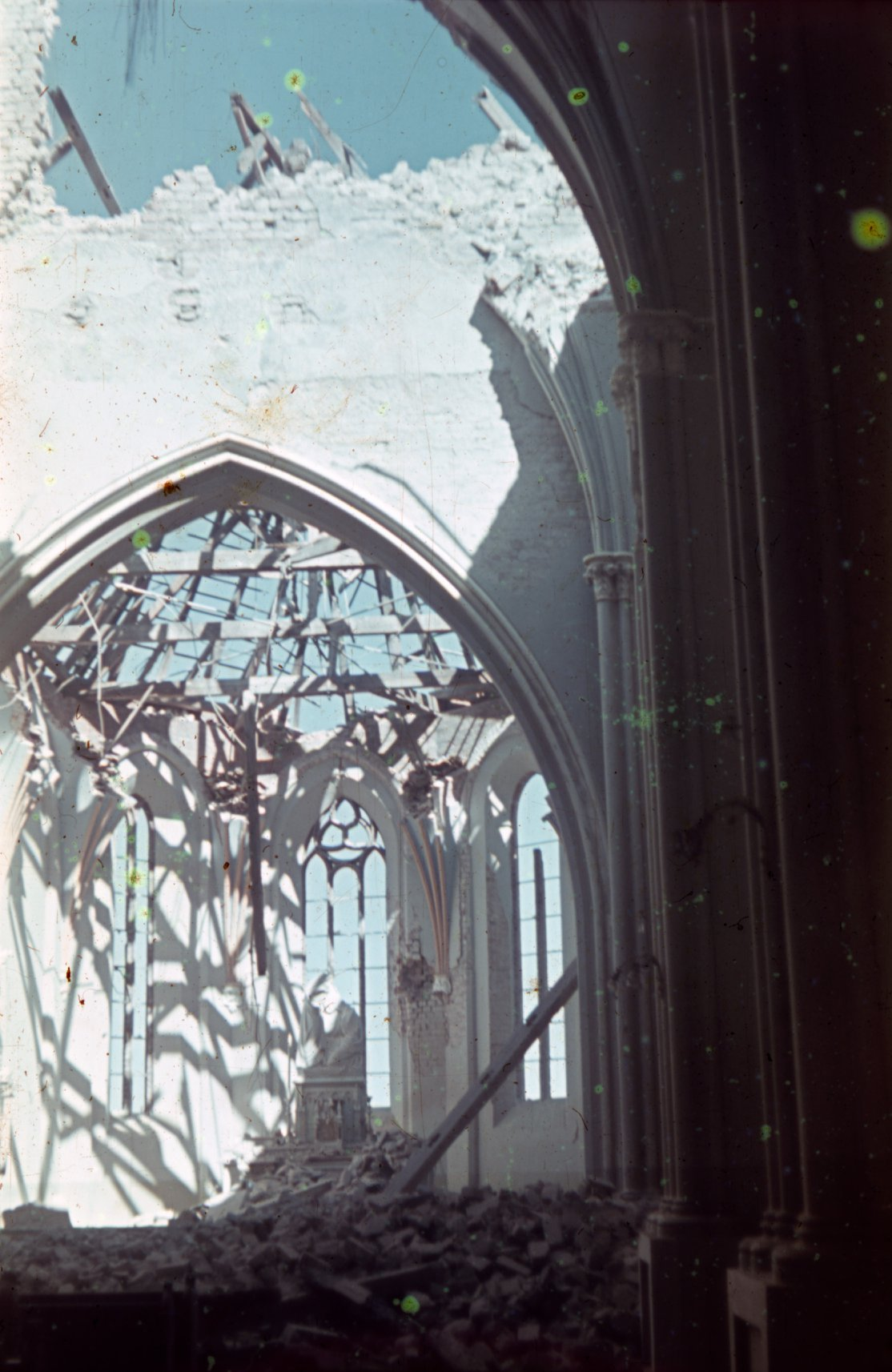
Iglesia de Santa María en Varsovia (ul Przyrynek 2), destruida en 1944.
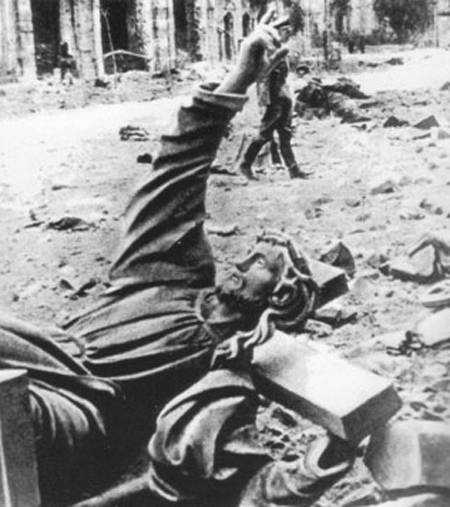
Estatua de Jesucristo de la Iglesia de la Santa Cruz de Varsovia
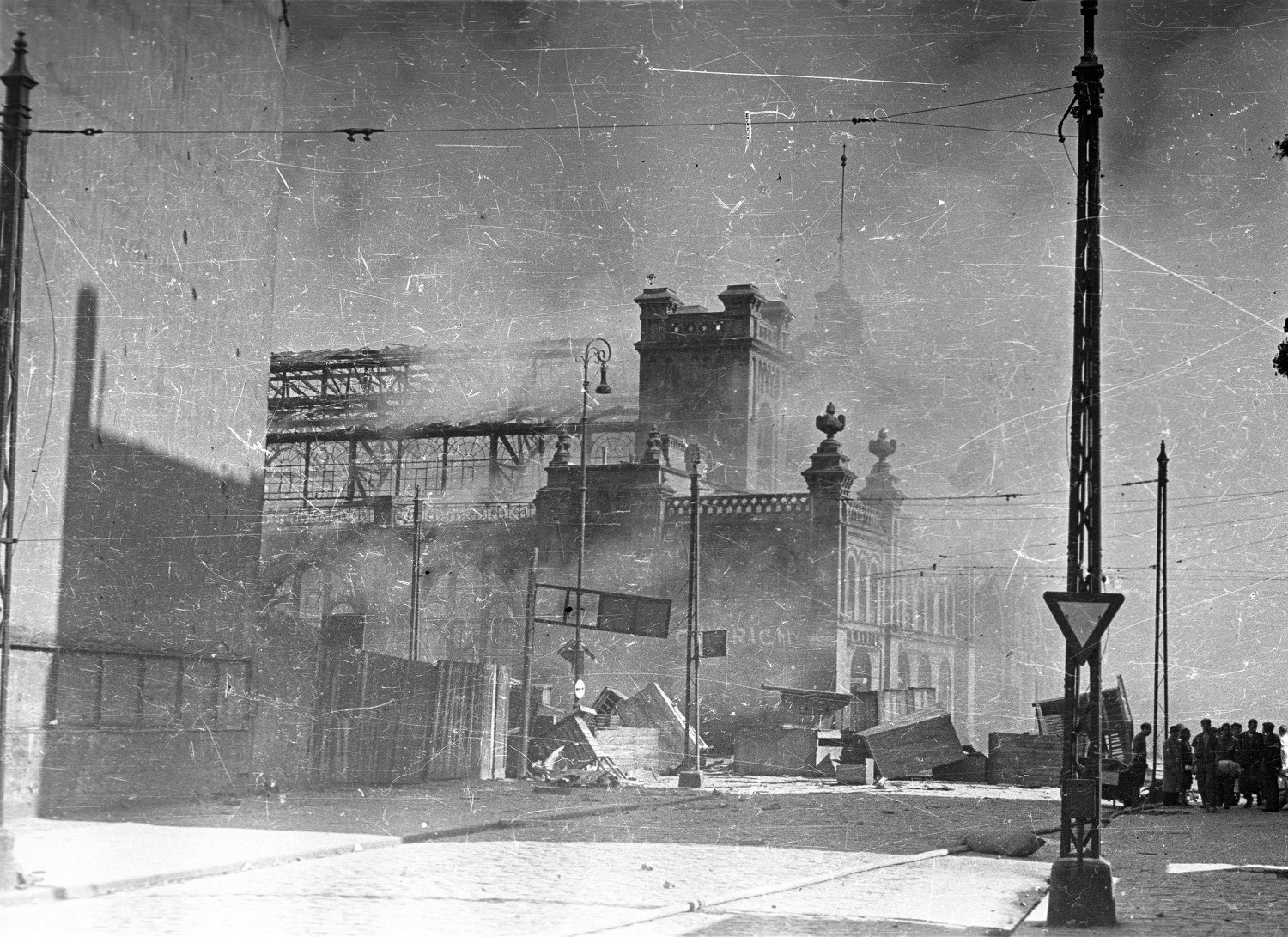
Salas Mirów en llamas
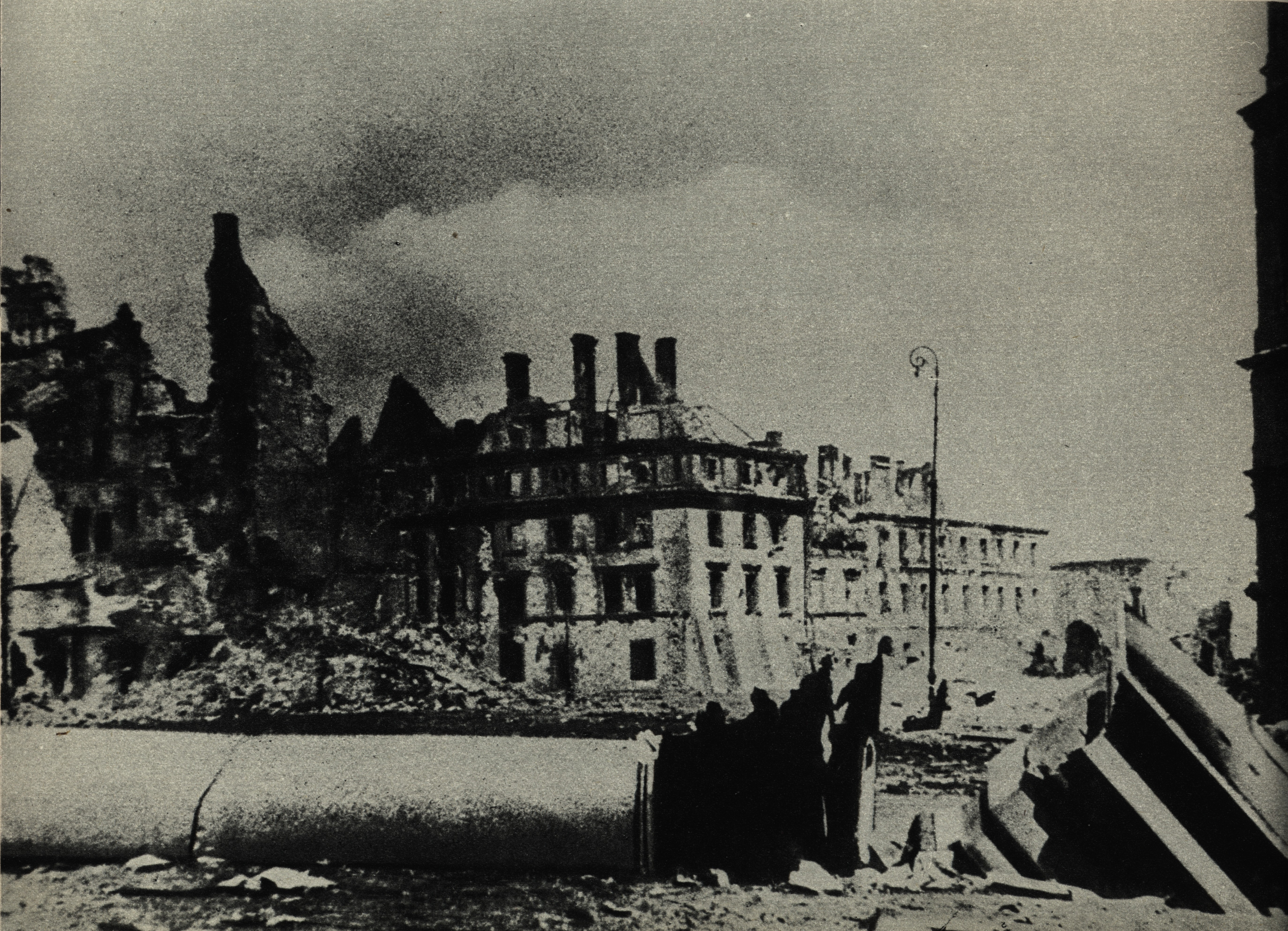
Columna de Segismundo Demolida por el tiro del tanque alemán
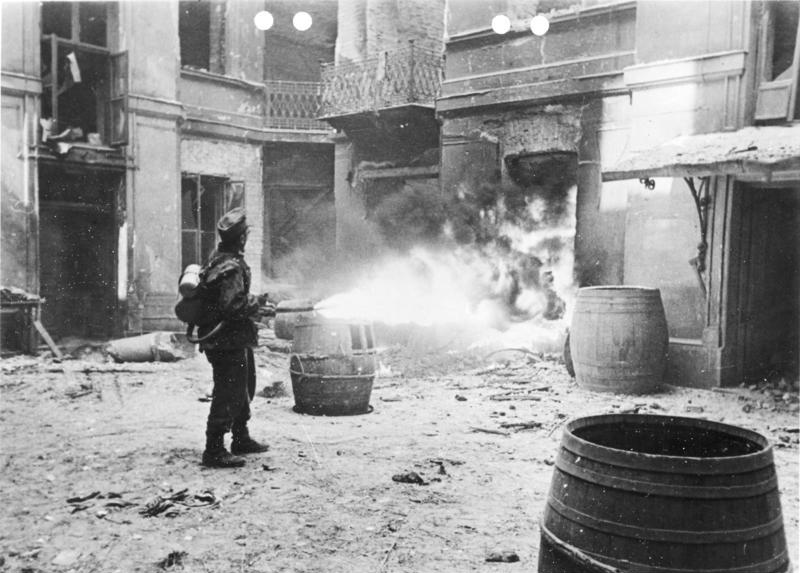
Un soldado alemán prende fuego a un edificio
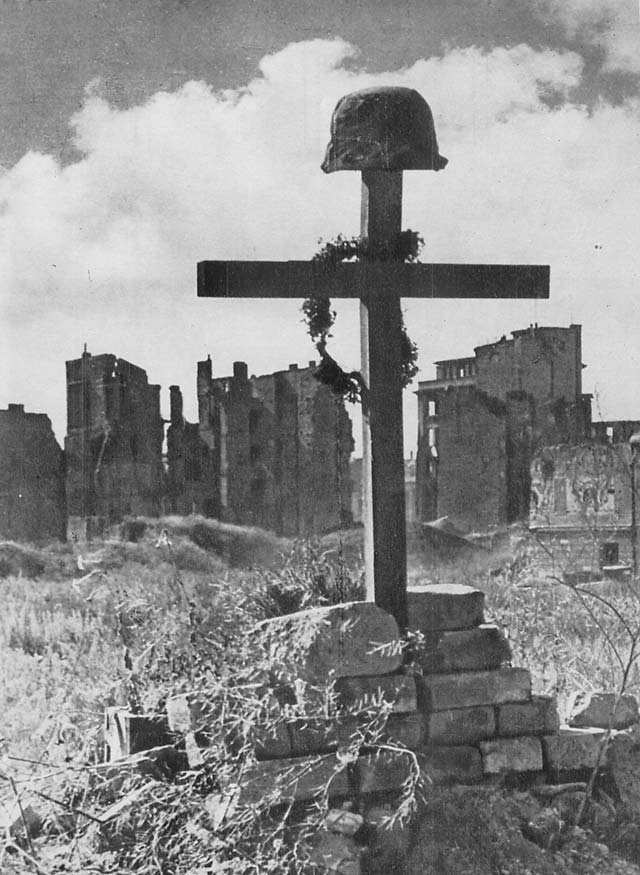
La tumba de un soldado polaco antes de la destrucción de la Calle Wyjazd
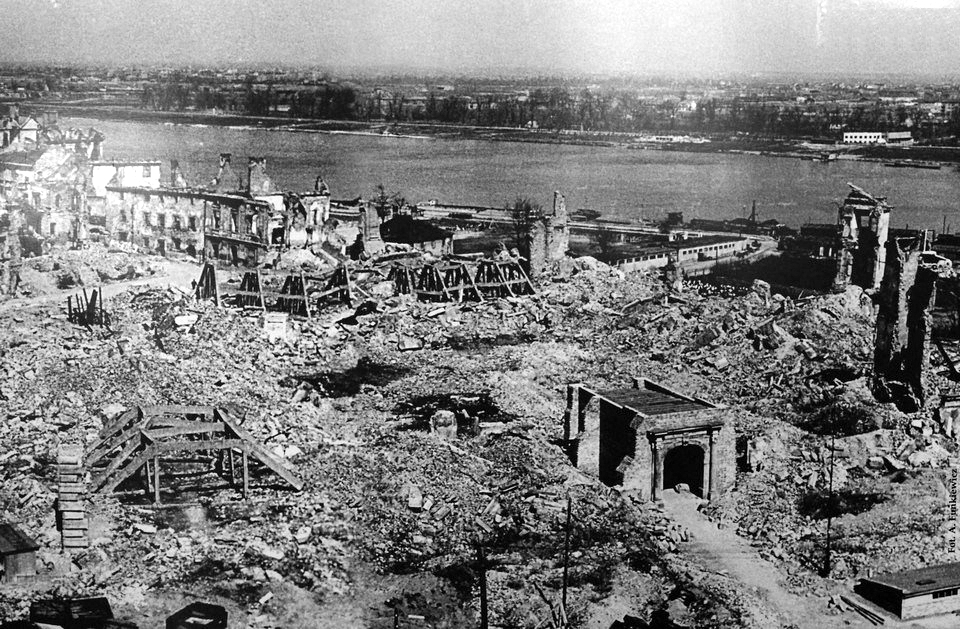
Castillo Real de Varsovia cerca del río Vistula

## Reconstrucción de Varsovia

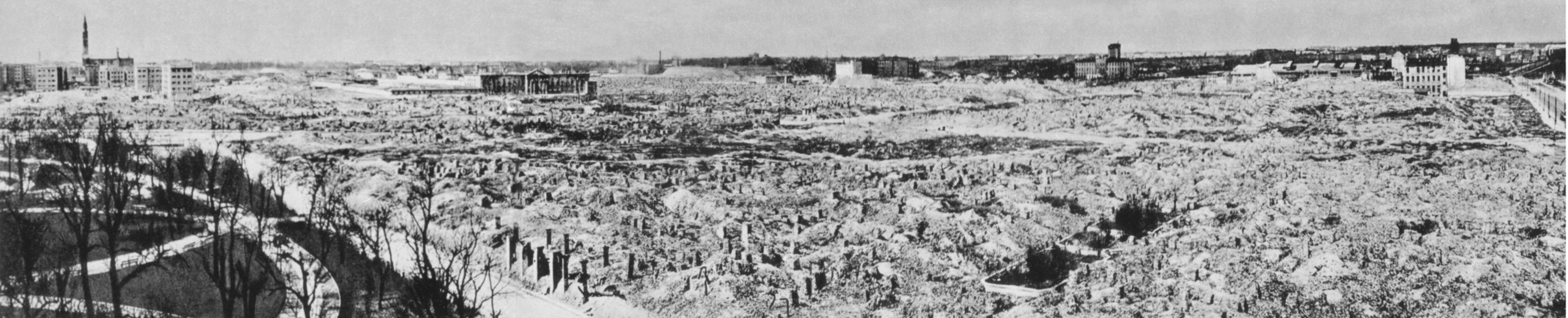
Sección de Varsovia arrasada, foto c. 1950. Vista noroeste de los jardines Krasiński y la calle Świętojerska.

Varsovia fue reconstruida por el pueblo polaco entre las décadas de 1950 y 1970 con el apoyo de la Unión Soviética. El Palacio de la Cultura y la Ciencia (terminado en 1955) fue un regalo del pueblo soviético y sigue siendo el edificio más alto de Polonia. Algunos puntos de referencia se reconstruyeron hasta la década de 1980. Mientras que la Ciudad Vieja de Varsovia ha sido completamente reconstruida, la Ciudad Nueva de Varsovia ha sido restaurada solo parcialmente a su estado anterior.

## Edificios históricos dañados
- Centro histórico de Varsovia
- Ciudad nueva de Varsovia
- Castillo Real de Varsovia
- Palacio del Techo de Cobre
- Palacio Sajón
- Plaza Piłsudski
- Palacio Krasinski
- Palacio Brühl (Varsovia)
- Palacio Kotowski
- Palacio Ostrogski
- Palacio Shapiedra
- Palacio de los cuatro vientos
- Palacio Potocki
- Palacio Mostowski
- Palacio Staszic